# Rough Trade Records

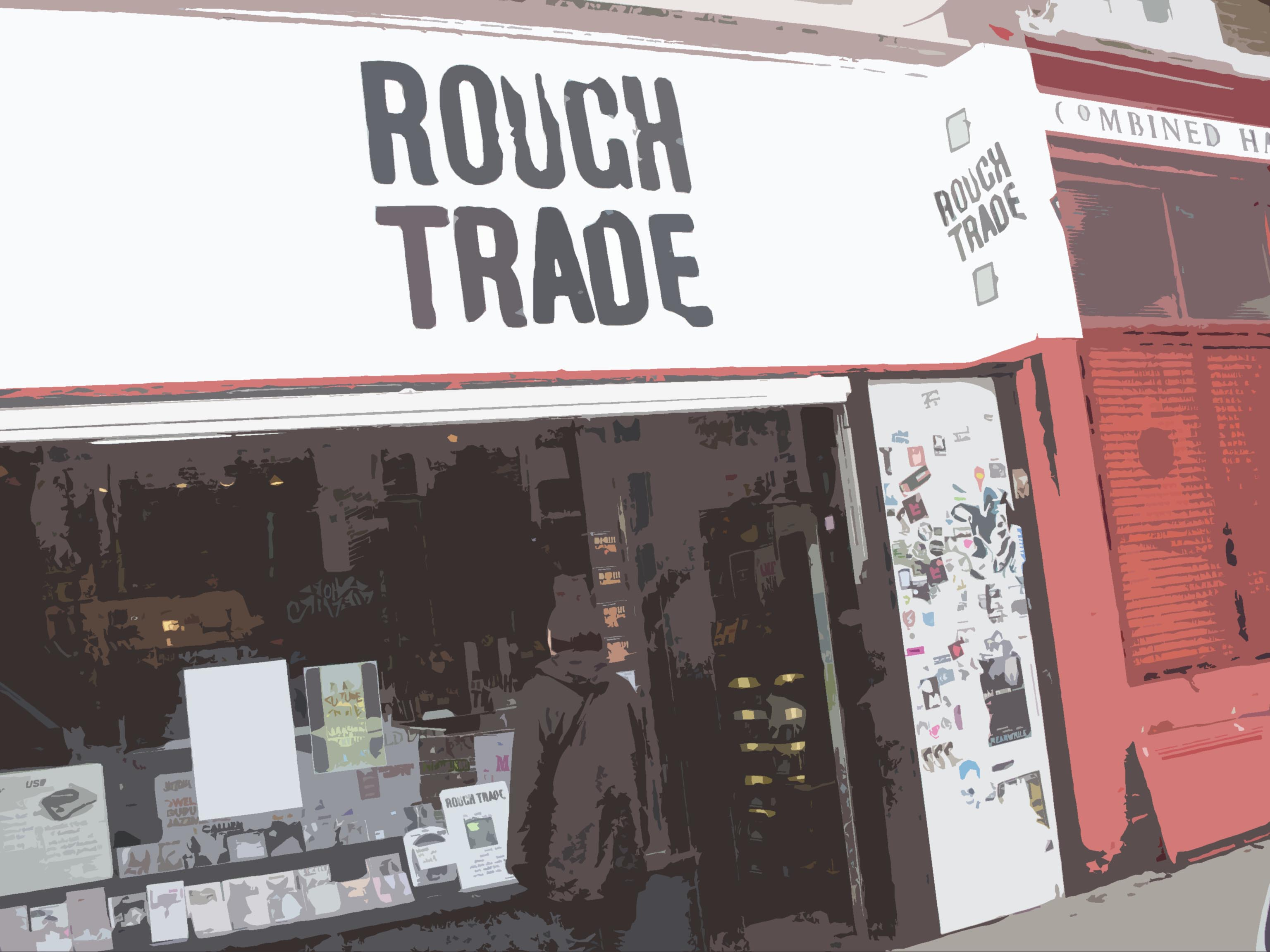
Rough Trades butik

Rough Trade Records är ett brittiskt independentskivbolag. Projektet startades av Geoff Travis som en skivaffär i västra London 1976, men utvecklades till ett skivbolag 1978.
Rough Trade inriktade sig främst på europeisk postpunk och för den tiden (sent 1970-tal, tidigt 1980-tal), alternativ rock.
Rough Trade gav The Smiths en väldigt snabb start på sin karriär, som inspirerade independent-rörelsen under sent 1980-tal, och sedan britpop på 1990-talet.

## Artister
- 1990s
- A R Kane
- Aberfeldy
- Horace Andy
- Arcade Fire
- Aztec Camera
- Babyshambles
- The Bats
- Beat Happening
- Bell Orchestre
- Belle & Sebastian
- Blue Orchids
- Brakes
- British Sea Power
- Basia Bulat
- Butthole Surfers
- Cabaret Voltaire
- Camper Van Beethoven
- Chris & Cosey
- The Clean
- Jarvis Cocker
- Colorfinger
- Ivor Cutler
- The Del Fuegos
- Delays
- Delta 5
- Cara Dillon
- Disco Inferno
- The Dream Syndicate
- Bill Drummond
- Easterhouse
- Essential Logic
- Tav Falco's Panther Burns
- The Fall
- feedtime
- The Fiery Furnaces
- Galaxie 500
- Giant Sand
- The Go-Betweens
- Vic Godard
- Albert Hammond, Jr.
- The Hidden Cameras
- James
- Freedy Johnston
- Richard H. Kirk
- David Kitt
- Kleenex
- Levitation
- The Libertines
- LiLiPUT
- The Long Blondes
- Cerys Matthews
- Maxïmo Park
- Mazzy Star
- Métal Urbain
- Micachu
- Microdisney
- The Mighty Diamonds
- Miracle Legion
- The Monochrome Set
- Opal
- Pere Ubu
- The Pop Group
- Pussy Galore
- The Raincoats
- The Red Crayola
- Jonathan Richman
- Royal City
- Arthur Russell
- Scissors for Lefty
- Scrawl
- Scritti Politti
- Shelleyan Orphan
- Shrimp Boat
- The Smiths
- Soul Asylum
- Souled American
- Epic Soundtracks
- Spizz Energi
- Spring Heel Jack
- Stiff Little Fingers
- Straightjacket Fits
- The Strokes
- The Sundays
- Super Furry Animals
- Swell Maps
- Taken By Trees
- Television Personalities
- They Might Be Giants
- This Heat
- Two Nice Girls
- James "Blood" Ulmer
- Ultramarine
- Virgin Prunes
- The Veils
- Warpaint
- Weekend
- Lucinda Williams
- Victoria Williams
- The Woodentops
- Robert Wyatt
- Young Marble Giants
- Zounds